# Ó đen

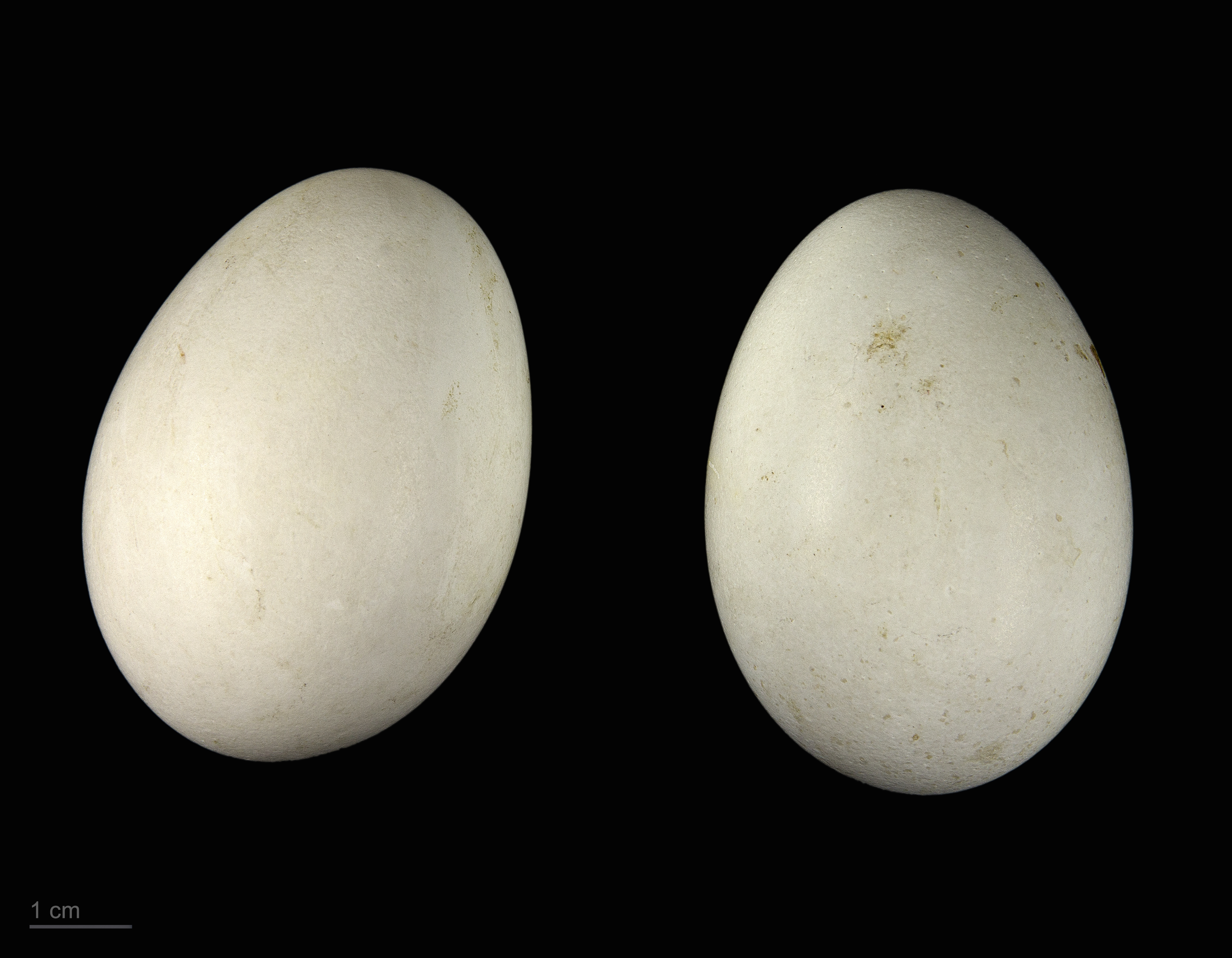
Accipiter melanoleucus

Ó choàng đen (Accipiter melanoleucus) là một loài chim trong họ Ưng.
Ó choàng đen chủ yếu xuất hiện ở các rừng và các khu vực không sa mạc phía nam Sahara, đặc biệt là nơi có cây lớn thích hợp cho việc làm tổ, chúng ưa thích môi trường sống bao gồm các cảnh quan ngoại ô và cảnh quan thay đổi bởi con người. Nó chủ yếu săn các con chim có kích cỡ vừa như bồ câu ở các vùng ngoại ô.